# Генераловское сельское поселение
Генера́ловское се́льское поселе́ние — муниципальное образование в составе Котельниковского района Волгоградской области.
Административный центр — хутор Генераловский.

## История
Генераловское сельское поселение образовано 14 марта 2005 года в соответствии с Законом Волгоградской области № 1028-ОД.

## Население
| 2010  | 2012  | 2013  | 2014  | 2015  | 2016  | 2017  |
| ----- | ----- | ----- | ----- | ----- | ----- | ----- |
| 1433  | ↘1411 | ↘1380 | ↘1337 | ↘1330 | ↘1304 | ↘1302 |
| 2018  | 2019  | 2020  | 2021  |       |       |       |
| ↘1288 | ↘1276 | ↘1271 | ↗1273 |       |       |       |

## Состав сельского поселения
| № | Населённый пункт | Тип населённого пункта        | Население |
| - | ---------------- | ----------------------------- | --------- |
| 1 | Генераловский    | хутор, административный центр | ↗1055     |
| 2 | Дорофеевский     | хутор                         | ↘293      |
| 3 | Сазонов          | хутор                         | ↘85       |